# 御春有輔
御春 有輔（みはる の ありすけ、生没年未詳）は、平安時代前期の官人・歌人。名は有助とも記される。主計助・御春豊宗の子とする系図がある。官位は六位・左衛門権少尉。

## 経歴
河内国出身。藤原敏行の家人を務めとされる。一方で、有輔がかつて藤原利基が居住していた曹子に立ち寄った際に利基を偲んで詠んだ和歌が『古今和歌集』に採録されていることから、利基の家人であったとする説もある。また、有輔の姉妹を利基室とする系図もある。
延喜2年（902年）左衛門権少志、延喜12年（912年）左衛門権少尉と武官を歴任した。

## 人物
勅撰歌人として、『古今和歌集』に和歌作品2首が採録されている。有助が甲斐国へ下向するにあたって藤原兼輔が餞を催した際に、紀貫之が詠んだ和歌が伝わっており、藤原兼輔との交流があったことがうかがわれる。

## 官歴
注記の無いものは『古今和歌集目録』による。
- 延喜2年（902年） 2月23日：左衛門権少志
- 延喜3年（903年） 7月28日：見蔵人所出納[7]
- 延喜12年（912年） 3月27日：左衛門権少尉

## 系譜
- 父：御春豊宗[4]
- 母：不詳
- 生母不詳の子女
  - 男子：御春有聡[4]